# 644

## Nașteri
- dată necunoscută: Campantar  (d. 660)

## Decese
- 3 noiembrie: Umar  (n. 586)